# Eukiefferiella biwaquarta
Eukiefferiella biwaquarta är en tvåvingeart som beskrevs av Sasa och Kawai 1987. Eukiefferiella biwaquarta ingår i släktet Eukiefferiella och familjen fjädermyggor. Inga underarter finns listade i Catalogue of Life.